# Ільтебучі-каган
Ільтебучі (Іл-Тебучу)-каган (*д/н — бл. 649) — останній володар Сеяньтоського каганату в 646 році. У китайців відомий як Ітеуші-хан.

## Життєпис
Небіж Ін-чор Більге-хана. Власне ім'я невідоме, а в китайських джерелах значиться як Домочжі. Відомостей про нього обмаль. 646 року після загибелі стриєчного брата — кагана Домі-хана втік на захід разом з 70 тис. сеяньто.
Але невдовзі вирішив відвоювати східне крило, яке опанували племена хуйху-уйгурів та байирку. Втім зазнав невдачі, відступивши до Хангайських гір. Спробував замиритися з імперією Тан, але проти цього виступили колишні васали каганату. В цій ситуації проти кагана виступило танське військо на чолі з Лі Шицзі, якому зрештою Ільтебучі здався. Сеяньтоський каганат припинив своє існування.
У Чан'ані колишнього кагана було призначено командувачем над одним з тюркських загонів. Помер близько 649 року.